# 天羽隆
天羽 隆（あもう たかし 1962年〈昭和37年〉7月11日 - ）は、日本の農林水産官僚。

## 来歴
1986年東京大学法学部を卒業後、農林水産省入省。
生産局農産部長、大臣官房総括審議官を経て、2018年政策統括官。
2021年林野庁長官。

## 年譜
- 1986年4月 - 農林水産省採用
- 1986年4月 - 農林水産省経済局総務課
- 1993年4月 - 食糧庁管理部企画課課長補佐 (総括担当)
- 1995年4月 - 食糧庁総務部企画課課長補佐 (総括担当)
- 1996年5月 - 日本貿易振興会パリ・センター所員
- 1999年6月 - 農林水産省大臣官房秘書課付
- 1999年7月 - 農林水産省大臣官房企画室企画官
- 1999年10月 - 農林水産省大臣官房文書課課長補佐 (企画班担当)
- 2001年4月 - 水産庁漁港漁場整備部計画課漁港計画官
- 2002年9月 - 農林水産省大臣官房企画評価課首席調整官
- 2002年9月 - 農林水産大臣秘書官事務取扱 大島理森大臣
- 2003年4月 - 農林水産省大臣官房付
- 2003年5月 - 農林水産省経営局協同組織課経営・組織対策室長
- 2005年7月 - 農林水産省経営局協同組織課長
- 2006年7月 - 農林水産省経営局金融調整課長
- 2009年10月 - 農林水産省生産局生産流通振興課長
- 2011年1月 - 農林水産省総合食料局食糧部計画課長
- 2011年9月 - 農林水産省生産局農産部農産企画課長
- 2013年4月 - 農林水産省大臣官房政策課長
- 2015年10月 - 農林水産省生産局農産部長
- 2017年7月 - 農林水産省大臣官房総括審議官[2]
- 2017年7月 - 併内閣官房副長官補付
- 2017年7月 - 併内閣官房農林水産業輸出力強化等推進室次長
- 2018年7月 - 政策統括官[3]
- 2021年7月 - 林野庁長官[4]
- 2022年6月 - 辞職
- 2023年4月 - 農畜産業振興機構理事長